# Lars Rejström
Lars Alfred Rejström, född 18 juli 1921 i Karis, död 25 oktober 2009 i Grankulla, var en finländsk arkitekt.
Rejström utexaminerades från Tekniska högskolan i Helsingfors 1949. Han praktiserade 1948–1955 hos Hilding Ekelund och 1958–1959 hos Jorma Järvi samt idkade egen praktik 1955–1990, därefter tillsammans med kollegan Joel Kyyrö 1990–1995.

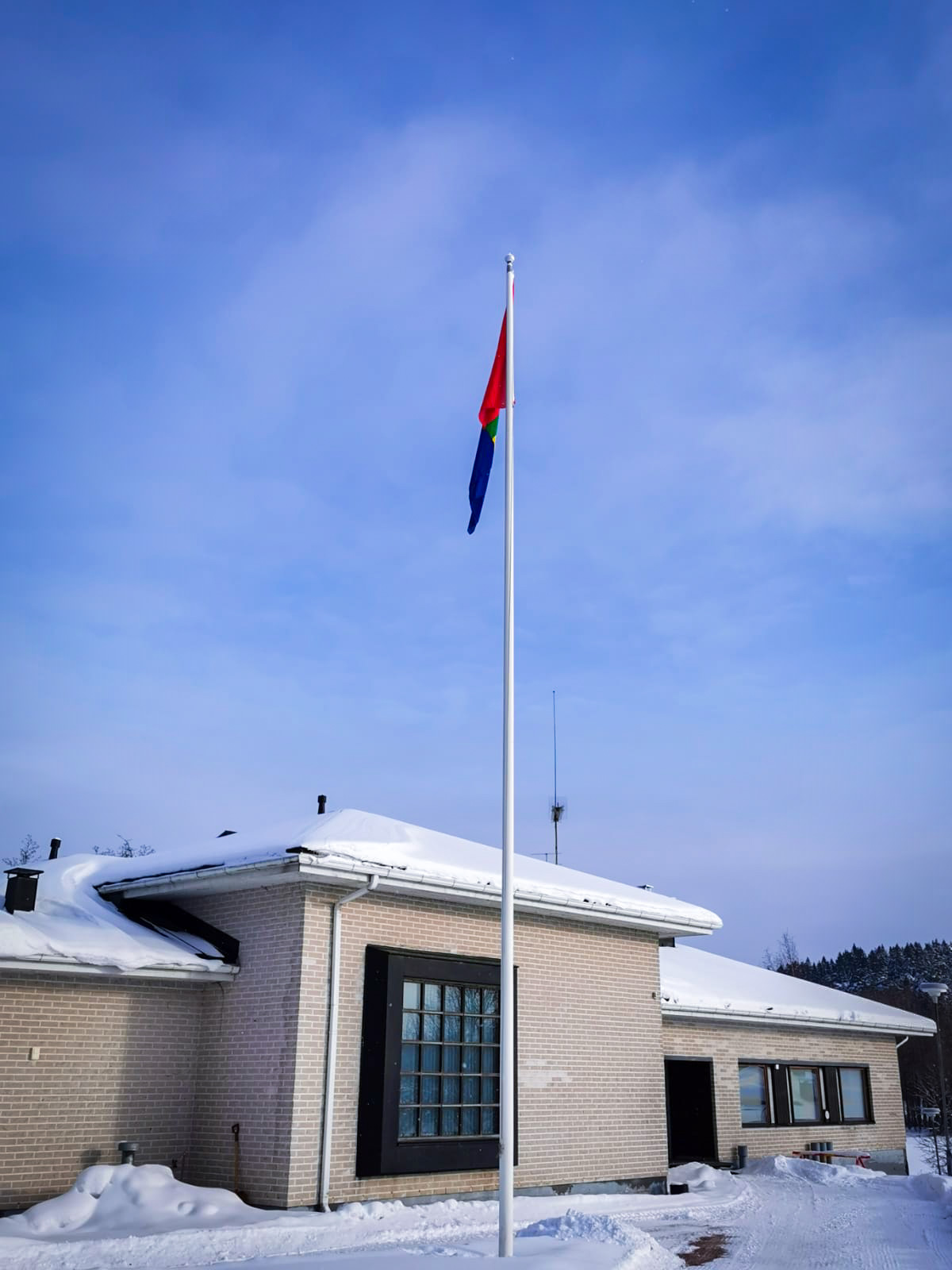
Sjundeå församlingshem.

Han var synnerligen produktiv med stark lokal förankring i Västnyland; bland hans arbeten märks ett stort antal kommunala och kyrkliga byggnader. Han restaurerade även ett flertal västnyländska kyrkobyggnader.

## Verk i urval
- 1958 – Karjaan yhteiskoulu och Karjaan lukio i Karis
- 1968 – medborgarskolan i Virkby
- 1976 – Sjundeå församlingshem i Sjundeå[1]
- 1980 – Ekenäs gymnasium i Ekenäs
- 1984 – Aleksis Kivi-skolan i Sjundeå
- 1984 – Strandnäs högstadieskola i Mariehamn
- 1988 – Ekenäs sjukvårdsläroanstalt
- 1989 – Casa Seniori i Grankulla